# Scopello
Scopello (piemontiul: Scopél) település Olaszországban, Vercelli megyében. Lakosainak száma 375 fő (2023. január 1.). Scopello Boccioleto, Campertogno, Caprile, Guardabosone, Pettinengo, Pila, Piode, Scopa, Valdilana, Valle San Nicolao és Crevacuore községekkel határos.

## Népesség
A település népességének változása:
| Lakosok száma | 372  | 357  | 375  |
|               | 2017 | 2018 | 2023 |